# كيفن شابمان
كيفن شابمان (بالإنجليزية: Kevin Chapman)‏ هو لاعب كرة قاعدة أمريكي، ولد في 19 فبراير 1988 في كورال سبرنغز في الولايات المتحدة.

## وصلات خارجية
- كيفن شابمان على موقع دوري كرة القاعدة الرئيسي (الإنجليزية)
- كيفن شابمان على موقعبيزبول رفرنس.كوم (الدوري الرئيسي) (الإنجليزية)
- كيفن شابمان على موقعبيزبول رفرنس.كوم (الدوري الثانوي) (الإنجليزية)
- كيفن شابمان على موقع إي إس بي إن.كوم (أم.أل.بي) (الإنجليزية)
- كيفن شابمان على موقع مشجعي الرسوم البيانية (الإنجليزية)